# Người thừa kế
Những người thừa kế (Hangul: 상속자들, Hanja: 상속者들, Romaja: Sangsok-ja-deul, tiếng Anh: The Heirs hay The Inheritors), tên đầy đủ là: "Những người đội vương miện, chịu đựng mọi gánh nặng - Người thừa kế" (tiếng Hàn: 왕관을 쓰려는 자, 그 무게를 견뎌라 – 상속者들, Romaja: Wang-gwan-eul Sseu-ryeo-neun Ja, Geu Mu-gae-reul Gyeon-dyeo-ra – Sangsok-ja-deul) - là bộ phim truyền hình Hàn Quốc được sản xuất vào năm 2013 và trình chiếu trên kênh SBS của nước này từ ngày 9 tháng 10 năm 2013. Phim có sự tham gia của các diễn viên chính là Lee Min Ho và Park Shin Hye. Những người thừa kế miêu tả tình bạn và cuộc sống tình yêu của giới trẻ, những người thừa kế giàu có và Cha Eun Sang (Park Shin Hye), người được coi là bình thường và đến từ một gia đình nghèo.

## Nội dung
Phim Người Thừa Kế có nội dung xoay quanh câu chuyện của những anh chàng, cô nàng là người thừa kế những khối tài sản khổng lồ của gia đình ngay từ khi mới lọt lòng. Họ học trong một trường học dành cho tầng lớp thượng lưu, ăn những món ăn đắt tiền, mặc những món đồ hàng hiệu. Nhưng, họ luôn khát khao được yêu thương, được tự do làm theo ý mình mà không thể thực hiện được. Đúng lúc này, một cô gái nghèo, hiền lành, tốt bụng xuất hiện làm khuấy đảo cuộc sống của những chàng trai cô gái sang chảnh này... Cụ thể là Kim Tan, anh là người thừa kế của tập đoàn Jeguk. Luôn kiêu ngạo và chỉ biết đến bản thân mình. Tuy nhiên anh lại luôn bị xem là cái bóng của người anh cùng cha khác mẹ Kim Won. Anh đem lòng yêu Cha Eun Sang. Một cô gái lớn lên cùng với Yoon Chan Young, cô tự cho bản thân là một người thừa kế (nghèo). Mẹ của cô là quản gia của gia đình Kim – chủ nhân của tập đoàn Jeguk to lớn.

## Phân vai
- Lee Min Ho vai Kim Tan (김탄) [2] Anh là người thừa kế cho tập đoàn Jeguk (có nghĩa là "đế chế") trong tương lai. Dù tính cách nóng nảy và chưa trưởng thành, Kim Tan là một người tốt bụng và chân thật. Anh không có một mối quan hệ tốt đẹp với cha và anh trai của mình- người mà sau này giúp đỡ anh rất nhiều. Anh thực ra là đứa con ngoài giá thú, nhưng lại che giấu thân phận thành con trai của người vợ thứ hai của cha mình để trở thành người thừa kế hợp pháp. Trước khi trở về Hàn Quốc, anh bị lưu đày tới Mỹ và học tại đó do chính anh trai mình. Mặc dù anh đã đính hôn với Yoo Rachel, nhưng lại có tình cảm với Cha Eun Sang từ cái nhìn đầu tiên và yêu cô dù cô xuất thân với hoàn cảnh khó khăn.
  - Jung Chan Woo vai Kim Tan lúc trẻ (học sinh trung học)
- Park Shin Hye vai Cha Eun Sang (차은상)[3][4] Một con người thực tế và thường hoài nghi, cô luôn cần mẫn trong những công việc bán thời gian để tự nuôi sống bản thân và mẹ mình, sau đó bị vướng vào mối tình tay ba giữa Kim Tan và Choi Young Do. Cô sống tại nhà của Kim Tan do mẹ cô làm người giúp việc tại đó. Cô lớn lên cùng với Yoon Chan Young, bạn thân của cô, và cũng vào nhóm "được xã hội quan tâm" giống cô tại trường trung học phổ thông Jeguk. Kim Tan bước vào cuộc đời cô và không ngừng theo đuổi cô, và dù cô chấp nhận tình cảm của anh, nhiều người rất muốn chia rẽ nó.
- Kim Woo Bin vai Choi Young Do (최영도)[5] Người thừa kế cho khách sạn Zeus. Anh có chỉ số IQ 150, nhưng không bao giờ nỗ lực trong học tập. Do đó, anh chỉ đứng thứ 98 trên 100 trong kỳ thi của trường. Được biết đến với trí tuệ sắc sảo và tính cách "không ổn định", anh thường gây lo sợ các bạn cùng lớp, những người mà anh thường bắt nạt. Cha anh, Choi Dong Wook, nghiêm ngặt với anh không thương tiếc và đấu với anh những trận Judo để anh có được bài học. Là một phần trong việc huấn luyện để trở thành CEO của khách sạn Zeus, Young Do thường xuyên rửa bát tại nhà hàng trong khách sạn. Dù từng là người bạn thân nhất với Kim Tan, cả hai bây giờ có một sự thù hận lẫn nhau, một phần do sự ra đi của người mẹ mà Young Do yêu thương. Young Do bắt đầu kiếm chuyện với Cha Eun Sang để chọc tức Tan, nhưng anh sớm nhận ra đó không phải lý do duy nhất mà cô luôn trong tâm trí mình,
  - Yang Hyun Mo vai Young Do lúc trẻ (học sinh trung học)
- Kang Min Hyuk vai Yoon Chan Young (윤찬영) Con trai của thư ký tập đoàn Jeguk. Anh và Cha Eun Sang đã biết nhau từ khi còn là trẻ con và trở thành bạn thân của nhau. Tốt bụng, lạnh lùng, ấm áp và thông minh, Chan Young được xếp thứ một trong lớp và luôn nhìn thấy điểm tốt ở mọi người. Dù ở trong nhóm "được xã hội quan tâm", nhưng anh không bị những người có địa vị xã hội cao hơn kiếm chuyện vì anh là lớp trưởng. Anh luôn nghĩ những gì Lee Bo Na làm là đáng yêu, nhất là khi cô ghen.
- Krystal Jung vai Lee Bo Na (이보나) Cô là con gái của CEO tập đoàn giải trí Mega, và có phần hư hỏng nhưng đáng yêu và có trái tim nhân hậu. Kim Tan là mối tình đầu và bạn trai cũ của cô, bây giờ họ vẫn thân thiện nhưng cằn nhằn lẫn nhau. Cô siêu tận tâm và thích chiếm hữu bạn trai hiện tại của mình-Yoon Chan Young. Lúc đầu, cô không thích Cha Eun Sang vì cô là bạn thân của Chan Young, với suy nghĩ rằng "không thể nào giữa một chàng trai và một cô gái chỉ đơn giản là bạn", nhưng sau này cô lại trở thành bạn thân với Cha Eun Sang nhưng không thừa nhận điều đó.
- Kim Ji-won vai Yoo Rachel (유라헬) Vị hôn thê của Kim Tan. Một nữ thừa kế giàu có, sang trọng và kiêu kỳ của công ty quần áo quốc tế RS, cô cũng được biết đến như một Paris Hilton của trường trung học Jeguk. Tính cách "gai góc" của cô tất nhiên ảnh hưởng đến Cha Eun Sang, nhất là khi cô nhận ra Kim Tan thích Eun Sang, và vì cô cũng thích Tan. Tức giận và như bị sỉ nhục, cô cố gắng rất nhiều lần để chia rẽ họ. Cô cũng có mối quan hệ thân thiết với anh trai Kim Tan là Kim Won.
- Kang Ha Neul vai Lee Hyo Shin (이효신) Con trai của một luật sư. Anh đã phải lòng với gia sư riêng của mình, Jeon Hyun Joo (Cũng là người Kim Won yêu). Cha mẹ anh liên tục gây áp lực lên anh để anh có thể vào trường luật, mặc cho sở thích của anh. Bình tĩnh và thoải mái trở lại, anh vào trường và phụ trách hệ thống phát thanh truyền hình nhà trường. Anh cũng là bạn thân của Kim Tan. Để vượt qua áp lực của gia đình, anh gia nhập quân đội mà không nói cho ai biết ngoại trừ Kim Tan và Yoo Rachel, người mà sau này làm bạn gái anh.
- Park Hyung Sik vai Jo Myung Soo (조명수) Con trai của CEO công ty luật Victory, một trong những công ty luật lớn nhất thành phố. Anh là một thanh niên ăn chơi và không hề muốn kế thừa việc làm ăn của gia đình. Vui tính và thường nghịch ngợm, anh thích được đi chơi ở các club ban đêm và chụp ảnh với các bạn của anh. Mặc dù anh không hiểu hết người bạn thân Choi Young Do, anh vẫn cố gắng để giúp anh ta. Myung Soo thường ở trong studio riêng với Lee Bo Na và Young Do, nơi có một bức tường treo đầy những bức ảnh mà anh chụp bạn bè và gia đình.
- Choi Jin Hyuk vai Kim Won (김원)[6] Anh trai cùng cha khác mẹ với Kim Tan, một giám đốc trẻ tuổi tài năng và có khả năng để điều hành tập đoàn khổng lồ của gia đình anh, tập đoàn Jeguk. Thường xuyên xích mích với gia đình, anh quyết định điều hành công ty một mình, và lo sợ Tan sẽ cướp mất vị trí của mình. Do đó, anh chưa bao giờ có một mối quan hệ anh em thực sự với Tan, người cố làm mọi thứ để có được trái tim anh trai mình. Nhưng cuối cùng anh và Tan cũng học được cách để hiểu nhau. Anh chọn việc tập trung vào các hoạt động của tập đoàn Jeguk thay cho mối quan hệ của anh và Jeon Hyun Joo. Mặc dù Won cố làm mọi thứ để cứu vãn mối quan hệ này nhưng Hyun Joo biết anh không thể làm gì được, và cô chia tay với Won để anh có thể thực hiện ước mơ của mình.
- Lim Joo Eun vai Jeon Hyun Joo (전현주) Một giáo viên tại trường trung học Jeguk, được biết đến như một người tuyệt vời và dễ thu hút, trong khi hơi kỳ lạ. Cô rất siêng năng và có tính cách nghiêm túc như Cha Eun Sang. Hyun Joo nhận được sự chú ý của Kim Won cho trí thông minh sắc sảo của mình, và họ bước vào một mối quan hệ. Thế nhưng cô biết rằng mối quan hệ này sẽ không bao giờ bền lâu dù cho cô và Won muốn nó như vậy. Cô từng là gia sư riêng của Lee Hyo Shin, người đã phải lòng cô.
- Jeon Soo Jin vai Kang Ye Sol (강예솔) Con gái của một cựu tiếp viên quán người sở hữu 10 quán bar lớn tại Gangnam, Seoul. Bạn thân nhất của cô là Lee Bo Na, trong khi mẹ cô là bạn thân với mẹ ruột của Kim Tan. Sự tồn tại của cô trong trường trung học Jeguk không đáng kể, cho đến khi Rachel tiết lộ nghề nghiệp của mẹ cô, khiến tình bạn của cô với Bo Na rạn nứt, sau đó lại được làm lành.
- Choi Won Young vai Yoon Jae Ho Thư ký của tập đoàn Jeguk. Cha của Yoon Chan Young và trước đó có quan hệ với Esther Lee
- Yoon Son Ha vai Esther LeeChủ tịch của tập đoàn quốc tế RS. Mẹ của Yoo Rachel, và được đính hôn với Choi Dong Wook, cha của Choi Young Do, nhưng sau đó bị hủy bỏ.
- Kim Sung Ryung vai Han Ki AeMẹ của Kim Tan và là tình nhân của Kim Nam Yoon, cha của Tan.
- Kim Mi Kyung vai Park Hee NamNgười quản gia nhưng bị câm của gia đình nhà Kim, và là mẹ của Cha Eun Sang. Bà mất giọng từ khi còn 3 tuổi do một cơn sốt nghiêm trọng. Bà thường cho ra những lời khuyên tới mẹ của Tan, mặc dù ban đầu bà không được đối xử tử tế, nhưng sau đó lại có quan hệ thân thiết. Bà tốt bụng và luôn làm những điều tốt nhất cho con gái mình.
- Choi Jin Ho vai Choi Dong WookChủ tịch của khách sạn Zeus. Cha của Choi Young Do, và được tái hôn với Esther Lee. Ông thường điều khiển người khác và là một kẻ lăng nhăng sau người vợ đầu tiên, mẹ của Young Do. Ông không có một mối quan hệ tốt với con trai mình, Young Do.
- Jung Dong Hwan vai Kim Nam YoonChủ tịch của tập đoàn Jeguk, và là cha của Kim Tan và Kim Won. Ông cho Cha Eun Sang vào trường trung học Jeguk, để mọi người trong nhóm đồng đẳng với cô có thể nói rằng vì sao cô và Tan không thể ở bên nhau.
- Park Joon Geum vai Jeong Ji Sook Hiệu trưởng của trường trung học Jeguk, người vợ thứ hai của Kim Nam Yoon, và là mẹ không có máu mủ với Kim Tan. Ích kỷ và hay điều khiển người khác, bà có ý định chiếm đoạt tập đoàn Jeguk khi chủ tịch đồng thời cũng chồng bà - Nam Yoon - bị ngã bệnh.
- Cho Yoon Woo vai Moon Jun Young Học sinh thường bị Choi Young Do bắt nạt tại trường trung học Jeguk vì ở trong nhóm "được xã hội quan tâm". Sau đó anh chuyển tới ngôi trường khác.
- Seo Yi Sook vai mẹ của Hyo Shin
- Ra Mi Ran vai mẹ của Myung Soo
- Choi Ji Na vai Yoo Kyung Ran, mẹ của Choi Young Do
- Choi Eun Kyung vai mẹ của Ye Sol
- Jung Won Joong vai Lee Chan Hyuk, bố của Hyo Shin
- Lee Yeon Kyung vai mẹ của Lee Bo Na

### Khách mời
- Yoon Jin Seo vai Cha Eun Seok (Stella) Chị cả của Cha Eun Sang. Eun Sang đặt cho cô cái tên "cô gái ác quỷ" vì tính ích kỷ, rời bỏ gia đình (tập 1)
- Kim Hee Chul (Super Junior) vai MC chương trình âm nhạc (tập 4)
- Girl's Generation vai chính họ (tập 4) [không thể nhìn thấy họ rõ ràng, chỉ lướt qua.]
- 2EYES vai chính họ (tập 4)
- VIXX vai chính họ (tập 4)
- BTOB vai chính họ (tập 4)
- Yang Ji Won vai Yang Da Kyung, bạn gái Kim Won nhưng chỉ để che mắt bố mình (tập 17, 19-20)
- Lee Hyun Jin vai Lee Hyun Jin, anh trai của Bo Na (tập 19)
- Jung Joo Hee vai người báo cáo (tập 15-16)
- Park Young Ji vai bố của Da Kyung

## Đánh giá
| Tập        | Ngày chiếu tại Hàn Quốc | Thị phần khán giả bình quân | Thị phần khán giả bình quân | Thị phần khán giả bình quân | Thị phần khán giả bình quân |
| Tập        | Ngày chiếu tại Hàn Quốc | TNmS Ratings                | TNmS Ratings                | AGB Nielsen                 | AGB Nielsen                 |
| Tập        | Ngày chiếu tại Hàn Quốc | Toàn quốc                   | Vùng thủ đô Seoul           | Toàn quốc                   | Vùng thủ đô Seoul           |
| ---------- | ----------------------- | --------------------------- | --------------------------- | --------------------------- | --------------------------- |
| 1          | 9 tháng 10 năm 2013     | 9,9%                        | 12,0%                       | 11,6%                       | 13,1%                       |
| 2          | 10 tháng 10 năm 2013    | 11,2%                       | 13,4%                       | 10,5%                       | 11,8%                       |
| 3          | 16 tháng 10 năm 2013    | 11,9%                       | 13,9%                       | 10,6%                       | 11,8%                       |
| 4          | 17 tháng 10 năm 2013    | 12,4%                       | 15,2%                       | 11,5%                       | 12,7%                       |
| 5          | 23 tháng 10 năm 2013    | 12,2%                       | 15,6%                       | 11,4%                       | 12,8%                       |
| 6          | 24 tháng 10 năm 2013    | 13,9%                       | 17,9%                       | 13,5%                       | 14,8%                       |
| 7          | 30 tháng 10 năm 2013    | 12,9%                       | 16,2%                       | 12,1%                       | 13,1%                       |
| 8          | 31 tháng 10 năm 2013    | 14,1%                       | 17,6%                       | 13,1%                       | 14,1%                       |
| 9          | 6 tháng 11 năm 2013     | 13,3%                       | 16,6%                       | 13,4%                       | 15,3%                       |
| 10         | 7 tháng 11 năm 2013     | 14,3%                       | 17,9%                       | 15,3%                       | 17,2%                       |
| 11         | 13 tháng 11 năm 2013    | 13,9%                       | 17,1%                       | 15,4%                       | 16,8%                       |
| 12         | 14 tháng 11 năm 2013    | 14,0%                       | 17,8%                       | 15,9%                       | 17,5%                       |
| 13         | 20 tháng 11 năm 2013    | 18,2%                       | 22,1%                       | 20,6%                       | 22,7%                       |
| 14         | 21 tháng 11 năm 2013    | 19,4%                       | 23,4%                       | 22,1%                       | 24,6%                       |
| 15         | 27 tháng 11 năm 2013    | 18,2%                       | 22,7%                       | 19,8%                       | 21,0%                       |
| 16         | 28 tháng 11 năm 2013    | 20,2%                       | 23,8%                       | 21,1%                       | 23,2%                       |
| 17         | 4 tháng 12 năm 2013     | 21,4%                       | 27,6%                       | 21,4%                       | 23,4%                       |
| 18         | 5 tháng 12 năm 2013     | 21,8%                       | 27,3%                       | 23,9%                       | 26,5%                       |
| 19         | 11 tháng 12 năm 2013    | 22,5%                       | 28,5%                       | 24,3%                       | 27,0%                       |
| 20         | 12 tháng 12 năm 2013    | 23,5%                       | 27,9%                       | 25,6%                       | 28,6%                       |
| Trung bình | Trung bình              | 15,9%                       | 19,7%                       | 16,7%                       | 18,4%                       |

## Album nhạc phim
| Phần 1: | Phần 1:                  | Phần 1:                | Phần 1:    |
| STT     | Nhan đề                  | Nghệ sĩ                | Thời lượng |
| ------- | ------------------------ | ---------------------- | ---------- |
| 1.      | "I'm Saying... (말이야)" | Lee Hongki (FT Island) | 3:50       |

| Phần 2: | Phần 2:      | Phần 2:                                   | Phần 2:    |
| STT     | Nhan đề      | Nghệ sĩ                                   | Thời lượng |
| ------- | ------------ | ----------------------------------------- | ---------- |
| 1.      | "Love Is..." | Park Jang Hyun & Park Hyun Kyu (Bromance) | 3:40       |

| Phần 3: | Phần 3:                                     | Phần 3:                   | Phần 3:    |
| STT     | Nhan đề                                     | Nghệ sĩ                   | Thời lượng |
| ------- | ------------------------------------------- | ------------------------- | ---------- |
| 1.      | "Moment"                                    | Lee Changmin (2AM)        | 4:03       |
| 2.      | "In the Name of Love (사랑이라는 이름으로)" | Ken (VIXX)                | 3:22       |
| 3.      | "Two People (두 사람)"                      | Park Jang Hyun (Bromance) | 4:29       |

| Phần 4: | Phần 4:                             | Phần 4:       | Phần 4:    |
| STT     | Nhan đề                             | Nghệ sĩ       | Thời lượng |
| ------- | ----------------------------------- | ------------- | ---------- |
| 1.      | "Serendipity (세렌디피티)"          | 2Young (투영) | 3:37       |
| 2.      | "Bite My Lower Lip (아랫입술 물고)" | Esna (에스나) | 3:43       |

| Phần 5: | Phần 5:          | Phần 5:       | Phần 5:    |
| STT     | Nhan đề          | Nghệ sĩ       | Thời lượng |
| ------- | ---------------- | ------------- | ---------- |
| 1.      | "Story (스토리)" | Park Shin-hye | 4:35       |

| Phần 6: | Phần 6:                  | Phần 6:                 | Phần 6:    |
| STT     | Nhan đề                  | Nghệ sĩ                 | Thời lượng |
| ------- | ------------------------ | ----------------------- | ---------- |
| 1.      | "Crying Again (또 운다)" | Moon Myung Jin (문명진) | 3:50       |

| Phần 7: | Phần 7:                        | Phần 7:       | Phần 7:    |
| STT     | Nhan đề                        | Nghệ sĩ       | Thời lượng |
| ------- | ------------------------------ | ------------- | ---------- |
| 1.      | "Don't Look Back (돌아보지마)" | Choi Jin-hyuk | 4:07       |

| Phần 8: | Phần 8:                     | Phần 8:                   | Phần 8:    |
| STT     | Nhan đề                     | Nghệ sĩ                   | Thời lượng |
| ------- | --------------------------- | ------------------------- | ---------- |
| 1.      | "My Wish (마음으로만)"      | Lena Park (박정현)        | 4:25       |
| 2.      | "Growing Pain 2 (성장통 2)" | Cold Cherry (차가운 체리) | 3:52       |

| Phần 9: | Phần 9:                    | Phần 9:    | Phần 9:    |
| STT     | Nhan đề                    | Nghệ sĩ    | Thời lượng |
| ------- | -------------------------- | ---------- | ---------- |
| 1.      | "Painful Love (아픈 사랑)" | Lee Min Ho | 3:56       |

| The Heirs OST 1 | The Heirs OST 1                             | The Heirs OST 1                           | The Heirs OST 1 |
| STT             | Nhan đề                                     | Nghệ sĩ                                   | Thời lượng      |
| --------------- | ------------------------------------------- | ----------------------------------------- | --------------- |
| 1.              | "I'm Saying... (말이야)"                    | Lee Hongki                                | 3:50            |
| 2.              | "Love Is..."                                | Park Jang Hyun & Park Hyun Kyu (Bromance) | 3:40            |
| 3.              | "Moment"                                    | Lee Changmin (2AM)                        | 3:40            |
| 4.              | "In the Name of Love (사랑이라는 이름으로)" | Ken (VIXX)                                | 3:22            |
| 5.              | "Two People (두 사람) (Remake)"             | Park Jang Hyun (Bromance)                 | 4:29            |
| 6.              | "Serendipity (세렌디피티)"                  | 2Young (투영)                             | 3:37            |
| 7.              | "Biting My Lower Lip (아랫입술 물고)"       | Esna (에스나)                             | 3:43            |
| 8.              | "Here For You"                              | Big Baby Driver (빅베이비드라이버)        | 3:40            |
| 9.              | "What We Used to Be"                        | Big Baby Driver (빅베이비드라이버)        | 3:27            |
| 10.             | "Some Other Day"                            | Big Baby Driver (빅베이비드라이버)        | 3:27            |
| 11.             | "I Will See You"                            | Trans Fixion (트랜스 픽션)                | 2:54            |
| 12.             | "I'm Saying... (말이야) (nhạc hòa tấu)"     | Lee Hongki                                | 3:50            |
| 13.             | "Love Is... (nhạc hòa tấu)"                 | Park Jang Hyun & Park Hyun Gyu (Bromance) | 3:40            |
| 14.             | "Moment (nhạc hòa tấu)"                     | Lee Changmin (2AM)                        | 4:03            |

| The Heirs OST 2 | The Heirs OST 2                                            | The Heirs OST 2           | The Heirs OST 2 |
| STT             | Nhan đề                                                    | Nghệ sĩ                   | Thời lượng      |
| --------------- | ---------------------------------------------------------- | ------------------------- | --------------- |
| 1.              | "Story (스토리)"                                           | Park Shin-hye             | 4:35            |
| 2.              | "Crying Again (또 운다)"                                   | Moon Myung Jin (문명진)   | 3:50            |
| 3.              | "Only With My Heart (마음으로만)"                          | Lena Park (박정현)        | 4:25            |
| 4.              | "Don't Look Back (돌아보지마)"                             | Choi Jin-hyuk             | 4:07            |
| 5.              | "Painful Love (아픈 사랑)"                                 | Lee Min-ho                | 3:56            |
| 6.              | "Love Is... (Acoustic Ver.)"                               | Park Hyun Gyu (Bromance)  | 3:10            |
| 7.              | "In the Name of Love (사랑이라는 이름으로) (English Ver.)" | Ken (VIXX)                | 3:22            |
| 8.              | "Growing Pains 2 (성장통 2)"                               | Cold Cherry (차가운 체리) | 3:52            |
| 9.              | "Heritor"                                                  | Various Artists           | 2:04            |
| 10.             | "I'm Saying (말이야) (Piano Ver.)"                         | Various Artists           | 2:02            |
| 11.             | "Dream Catcher"                                            | Various Artists           | 2:30            |
| 12.             | "Love Is... (Comic Ver.)"                                  | Various Artists           | 1:25            |
| 13.             | "Logical Love"                                             | Various Artists           | 2:44            |
| 14.             | "Weight of the Crown"                                      | Various Artists           | 3:08            |
| 15.             | "Aim at the Crown"                                         | Various Artists           | 2:11            |
| 16.             | "(별을 세는 아이)"                                         | Various Artists           | 2:12            |
| 17.             | "Portents of War"                                          | Various Artists           | 1:58            |
| 18.             | "Dream of One Summer Night (한여름 밤에 꿈)"               | Various Artists           | 2:31            |

## Phát sóng tại nước khác
Phim Những người thừa kế phổ biến ở cả trong và ngoài Hàn Quốc. Đây cũng là tác phẩm mới nhất của nhà biên kịch nổi tiếng Kim Eun Sook - người từng viết kịch bản cho Khu vườn bí mật, Phẩm chất quý ông, "Chuyện tình Paris", "Sóng gió hậu trường", "Bí mật hậu trường", "Hậu duệ mặt trời"... Trên toàn cầu, đã có 13 nước mua được bản quyền bộ phim này, gồm: Nhật Bản, Malaysia, Thái Lan, Trung Quốc, Singapore, Phillippines, Hawaii, Canada, Úc, Hoa Kỳ, Israel, Hy Lạp và mới đây nhất là Việt Nam.

## Tại Việt Nam
Phim được mua bản quyền và phát sóng trên HTV3 lúc 21:30 từ thứ 2 đến thứ 5 hàng tuần bắt đầu từ ngày 15 tháng 9 năm 2014 

### Diễn viên lồng tiếng
- Cha Eun Sang: Huyền Chi
- Kim Tan: Hoàng Khuyết
- Choi Young Do: Tuấn Anh
- Rachel Yoo: Ái Phương
- Yoon Chan Young: Tiến Đạt
- Kim Won: Minh Vũ
- Lee Bo Na: Mỹ Lợi
- Jo Myung Soo: Quang Tuyên
- Lee Hyo Shin: Chánh Tín
- Kang Ye Sol: Hoài Thương
- Jeon Hyung Joo: Thùy Tiên
- Park Hee Nam: Kim Anh
- Han Ki Ae: Ngọc Châu
- Jung Ji Sook: Thủy Tiên
- Kim Nam Yoon: Tất My Ly
- Yoon Chae Ho: Kiêm Tiến
- Esther Lee: Ngọc Quyên
- Choi Dong Wook: Trí Luân

## Giải thưởng và đề cử
| Năm  | Giải thưởng              | Thể loại                               | Người nhận                  | Kết quả      | Chú thích |
| ---- | ------------------------ | -------------------------------------- | --------------------------- | ------------ | --------- |
| 2013 | Anhui TV Drama Awards    | Nữ nghệ sĩ nổi tiếng quốc tế           | Park Shin Hye               | Đoạt giải    | [ 10 ]    |
| 2013 | Anhui TV Drama Awards    | Nam nghệ sĩ nổi tiếng quốc tế          | Kim Woo-bin                 | Đoạt giải    | [ 10 ]    |
| 2013 | Baidu The Hottest Awards | Nghệ sĩ châu Á xuất sắc nhất           | Lee Min-ho                  | Đoạt giải    | [ 11 ]    |
| 2013 | SBS Drama Awards         | Giải xuất sắc (diễn viên)              | Lee Min-ho                  | Đoạt giải    | [ 12 ]    |
| 2013 | SBS Drama Awards         | Giải xuất sắc (nữ diễn viên)           | Park Shin Hye               | Đoạt giải    | [ 12 ]    |
| 2013 | SBS Drama Awards         | Giải diễn xuất đặc biệt (nữ diễn viên) | Kim Sung-ryung              | Đoạt giải    | [ 12 ]    |
| 2013 | SBS Drama Awards         | 10 ngôi sao hàng đầu                   | Lee Min-ho                  | Đoạt giải    | [ 12 ]    |
| 2013 | SBS Drama Awards         | 10 ngôi sao hàng đầu                   | Park Shin Hye               | Đoạt giải    | [ 12 ]    |
| 2013 | SBS Drama Awards         | 10 ngôi sao hàng đầu                   | Kim Woo-bin                 | Đoạt giải    | [ 12 ]    |
| 2013 | SBS Drama Awards         | Giải phổ biến                          | Lee Min-ho                  | Đoạt giải    | [ 12 ]    |
| 2013 | SBS Drama Awards         | Giải phổ biến                          | Kim Woo-bin                 | Đề cử        | [ 12 ]    |
| 2013 | SBS Drama Awards         | Giải phổ biến                          | Park Shin Hye               | Đề cử        | [ 12 ]    |
| 2013 | SBS Drama Awards         | Giải cặp đôi xuất sắc                  | Lee Min-ho và Park Shin Hye | Đoạt giải    | [ 12 ]    |
| 2013 | SBS Drama Awards         | Trang phục đẹp nhất                    | Lee Min-ho                  | Đoạt giải    | [ 12 ]    |
| 2013 | SBS Drama Awards         | Giải ngôi sao mới                      | Choi Jin-hyuk               | Đoạt giải    | [ 12 ]    |
| 2013 | SBS Drama Awards         | Giải ngôi sao mới                      | Kang Min Hyuk               | Đoạt giải    | [ 12 ]    |
| 2013 | SBS Drama Awards         | Giải ngôi sao mới                      | Kim Ji-won                  | Đoạt giải    | [ 12 ]    |
| 2014 | Soompi Gayo Awards       | Top K-Drama OST Song                   | Moment - Lee Changmin       | Chưa công bố | [ 13 ]    |
| 2014 | Giải allkpop             | Drama xuất sắc nhất                    | The Heirs                   | Chưa công bố | [ 14 ]    |